# Immobilienrecht (Deutschland)
Immobilienrecht umfasst alle rechtlichen Aspekte, die mit Immobilien zu tun haben. Erfassen lässt sich der Begriff nur, wenn auf die einzelnen Rechtsgebiete abgestellt wird, in denen sich „Immobilienrecht“ abspielt. Das Gesetz verwendet den Begriff selbst nicht. Es gibt keine direkte Definition. Wer Immobilien baut, vermittelt, kauft oder verkauft, hat es mit Immobilienrecht zu tun. Der Text beschränkt sich auf einen Überblick über die wesentlichen Rechtsvorschriften.

## Überblick
Im Immobilienrecht sind Rechtsvorschriften im öffentlichen Recht und im privaten Recht zu unterscheiden. Das öffentliche Recht regelt die Rechtsbeziehungen von z. B. Bauherren und Immobilieneigentümern im Verhältnis zu staatlichen Institutionen und den Beziehungen zur Allgemeinheit. Das Privatrecht stellt auf die Rechtsbeziehungen zwischen privaten Personen untereinander ab. Öffentlich-rechtlich geregelt ist zum Beispiel, wer unter welchen Voraussetzungen ein Gebäude errichten kann, privat-rechtlich ist geregelt, wie das Eigentum an Grundstücken übertragen wird oder welche Rechte im nachbarschaftlichen Verhältnis gelten.

## Privatrechtliche Vorschriften

### Immobilienkaufvertragsrecht
Der naheliegendste Berührungspunkt, mit dem der Bürger mit Immobilienrecht in Kontakt kommt, ist das Immobilienkaufvertragsrecht. Es findet sich vornehmlich im Bürgerlichen Gesetzbuch. Kaufverträge über Grundstücke sind beurkundungspflichtig (§ 311b BGB). Die Übertragung des Eigentums an einer Immobilie erfolgt durch Einigung des Verkäufers und des Käufers über den Übergang des Eigentums und durch die Eintragung des Rechtsübergangs im Grundbuch (§ 873, § 925 BGB). Wegen der besonderen Bedeutung der Eigentumsübertragung und der damit meist verbundenen hohen Sachwerte muss die erforderliche Einigung, die sog. Auflassung, bei gleichzeitiger Anwesenheit beider Vertragsteile vor einem Notar erklärt werden. Stellvertretung ist zulässig. Das Kaufvertragsrecht ist von einer Vielzahl von Begrifflichkeiten geprägt. Sie sind Bestandteil eines jeden Notarvertrags und sollten den Parteien bekannt sein. Auflassungsvormerkung, Belastungsvollmacht, Grundschuld, Vorkaufsrecht, Kaufpreisfälligkeit oder Nutzen- und Lastenübergang seien beispielhaft erwähnt.

### Beurkundungsgesetz
Da fast alle Vorgänge im Zusammenhang mit dem Eigentumsübergang und der Belastung von Immobilien beurkundungspflichtig sind, regelt das Beurkundungsgesetz die damit verbundenen Amtspflichten des Notars. So ist der Notar verpflichtet, die Niederschrift einer Beurkundung den Beteiligten vorzulesen, von ihnen genehmigen und eigenhändig unterschreiben zu lassen. Dazu soll er den Willen der Beteiligten erforschen, den Sachverhalt aufklären und die Beteiligten über die rechtliche Tragweite des Geschäfts belehren. Vertragsentwürfe soll der Notar möglichst zwei Wochen vor der Beurkundung zur Einsicht übermitteln (§ 17 Abs. 2a Nr. 2 BeurkG).

### Grundbuchordnung
Grundstücke und alle das Grundstück betreffenden Rechte (z. B. Grundschuld, Wegerecht) und Pflichten (z. B. Baulast) müssen im Grundbuch eingetragen werden. Die Grundbuchordnung regelt, was mit welchem Inhalt im Grundbuch eingetragen wird. Das Grundbuch wird beim Amtsgericht, Abteilung Grundbuchamt, geführt. Für jedes Grundstück wird ein Grundbuchblatt angelegt, aus der sich alle Rechte und Pflichten entnehmen lassen, die das Grundstück betreffen (§ 3 Abs. 1 GBO).

### Erbbaurechtsgesetz
Statt ein Grundstück zu verkaufen, kann der Eigentümer auch ein Erbbaurecht zugunsten eines Dritten bestellen. Zu diesem Zweck belastet er sein Grundstück, indem er dem Erbbauberechtigten das veräußerliche und vererbliche Rechte zugesteht, auf dem Grundstück ein Bauwerk zu errichten. Das Erbbaurechtsgesetz regelt die Details.

### Maklerrecht (BGB)
Das Maklerrecht ist rudimentär in §§ 652 ff BGB geregelt. Die Maklerprovision ist eine Erfolgsprovision, die der Makler nur verdient, wenn er erfolgreich vermittelt. Geht es um die Vermittlung von Wohnraum, regelt das Wohnungsvermittlungsgesetz weitere Details.

### Wohnungsvermittlungsgesetz
Das Wohnungsvermittlungsgesetz stärkt die Rechte von Mietern. Es gilt das Erfolgsprinzip. Danach verdient der Makler seine Provision nur, wenn er erfolgreich einen Mietinteressenten vermittelt. Das Gesetz bestimmt zudem das Vorschussverbot, das Verbot der Erhebung von Nebenentgelten und der Kopplung des Vermittlungsgeschäfts mit der Übernahme weiterer Verpflichtungen wie etwa den Kauf einer Kücheneinrichtung. Neben diesen privatrechtlichen Vorgaben enthält das Gesetz auch Ordnungswidrigkeitsvorschriften, die Verstöße mit Bußgeldern ahnden. In § 2 Abs. 1a WoVermittG hat der Gesetzgeber seit 2015 auch das Bestellerprinzip festgeschrieben. Danach zahlt allein der Vermieter, der den Makler mit der Vermittlung von Mietern beauftragt, die Maklerprovision.

### Makler- und Bauträgerverordnung
Die Makler- und Bauträgerverordnung (MaBV) enthält besondere Berufsausübungsregelungen zum Schutz des Auftraggebers vor unseriösen Gewerbetreibenden. Die Verordnung gilt für alle Personen, die eine Erlaubnis nach § 34c GewO bedürfen. Neben besonderen Buchführungs-, Aufzeichnungs-, Informations- und Anzeigepflichten haben Makler, Bauträger und Baubetreuer, die zur Ausführung der Aufträge Vermögenswerte ihrer Auftraggeber entgegennehmen, dem Auftraggeber in Höhe der Vermögenswerte Sicherheit zu leisten (z. B. Bankbürgschaft) oder eine Versicherung zu unterhalten.

### Wohnraummietrecht
Das Mietrecht regelt die Rechte und Pflichten von Vermietern und Mietern im Mietverhältnis (§§ 535 ff BGB). Das Nutzungsrecht des Mieters beschränkt sich auf die Nutzung der Mieträumlichkeiten. Mietrecht betrifft vornehmlich die Wohnraummiete, bei der die Räume zum privaten Aufenthalt des Mieters überlassen werden. Mietverhältnisse werden im Regelfall unter Verwendung eines Formularmietvertrages ausgestaltet, dessen Klauseln der gerichtlichen Kontrolle unterliegen. Die Gerichte haben in der Vergangenheit viele Klauseln als unangemessene Benachteiligung des Mieters untersagt (z. B. zu starre zeitliche Vorgaben zur Pflicht des Mieters zu Schönheitsreparaturen).

### Gewerberaummietrecht
Das Gewerberaummietrecht betrifft die Rechte und Pflichten von Mietern gewerblicher Räume. Die Sozialschutzvorschriften des Mietrechts gelten nicht (z. B. Kündigung des Mieters nur bei berechtigtem Interesse des Vermieters). § 580a BGB schreibt eigenständige Kündigungsfristen vor. Im Übrigen ist die Ausgestaltung des Mietverhältnisses weitgehend der Vereinbarung der Parteien überlassen und kann im Streitfall durch die Gerichte auf unangemessene Klauseln überprüft werden.

### Betriebskostenverordnung
Mieter sind mietvertraglich regelmäßig verpflichtet, neben der Kaltmiete auch die Unterhaltskosten der Immobilie zu bezahlen (§ 556 BGB). Die Betriebskosten können als Pauschale und als Vorauszahlung ausgewiesen werden. Über die Vorauszahlung für die Betriebskosten muss der Vermieter jährlich abrechnen. Details über die umlagefähigen Betriebskosten und deren Abrechnung ergeben sich aus der Betriebskostenverordnung (BetrKV). Ergänzend beschreibt die Heizkostenverordnung (HeizkostenV) die Pflichten des Vermieters bei der Abrechnung von Heizenergie.

### Pachtrecht
Der Pächter eines Grundstücks oder einer Immobilie ist über die reine Nutzung der Immobilie hinaus berechtigt, auch die Nutzungen der Immobilie zu ziehen (§ 581 BGB). Beispiel: Ernte eines Obstgrundstückes, Nutzung des Mobiliars einer Gaststätte.

### Wohnungseigentumsgesetz
Besteht eine Immobilie aus mehreren in sich abgeschlossenen Wohn- oder Gewerbeeinheiten, kann durch eine notariell beurkundete Teilungserklärung Wohnungs- und Teileigentum begründet werden. Jeder Wohnungs- und Teileigentümer erwirbt dann an seiner Einheit Sondereigentum. Gemeinschaftlich genutzte Flächen stehen im Gemeinschaftseigentum der Wohnungseigentümergemeinschaft. Details regelt das Wohnungseigentumsgesetz. Größere Wohnungseigentümergemeinschaften werden meist durch einen WEG-Verwalter verwaltet. Gewerbliche Wohnungsverwalter und Mietverwalter von Wohnraum benötigen aufgrund des „Gesetzes zur Einführung einer Berufszulassungsregelung für gewerbliche Immobilienmakler und Wohnimmobilienverwalter“ ab Mitte 2018 erstmals eine Erlaubnispflicht nach § 34c GewO.

## Öffentlich-rechtliche Vorschriften

### Maklerrecht (Gewerbeordnung)
Im Immobilienbereich spielt sich vieles unter Beteiligung von Immobilienmaklern ab. Immobilienmakler benötigen eine Gewerbeerlaubnis nach § 34c GewO. Der Makler muss dazu nachweisen, dass er persönlich zuverlässig ist und in geordneten Vermögenzeugnissen lebt. Die Erlaubnis kann sowohl von natürlichen als auch von juristischen Personen (z. B. einer GmbH) beantragt werden, bei denen neben der GmbH auch der Vorstand oder Geschäftsführer die erforderlichen Nachweise erbringen muss. Ein Wechsel in der Geschäftsführung der GmbH ist der zuständigen Behörde umgehend anzuzeigen. Die erforderliche Zuverlässigkeit fehlt, wenn der Antragsteller oder Betriebsleiter in den letzten fünf Jahren wegen eines Verbrechens oder wegen eines Vermögendelikts oder einer Insolvenzstraftat rechtskräftig verurteilt wurde. Geordnete Vermögensverhältnisse setzen voraus, dass weder ein Insolvenzverfahren eröffnet oder mangels Masse abgewiesen wurde und der Geschäftsführer nicht die Vermögensauskunft abgeleistet hat.
Ab Mitte 2018 sind Makler nach dem „Gesetz zur Einführung einer Berufszulassungsregelung für gewerbliche Immobilienmakler und Wohnimmobilienverwalter“, verpflichtet, sich regelmäßig 20 Stunden innerhalb von drei Jahren weiterzubilden. Der ursprünglich vorgesehene Sachkundenachweis wurde nicht umgesetzt. Bei Verstößen gegen die Fortbildungspflicht drohen Bußgelder. Kompetente Immobilienmakler verfügen unabhängig davon über entsprechende Kompetenzen, die sie beispielsweise in einer IHK-zertifizierten Ausbildung zum Immobilienkaufmann erworben haben.

### Baugesetzbuch
Das Baugesetzbuch bezweckt eine geordnete städtebauliche Entwicklung. Es beinhaltet die Vorbereitung und Leitung der baulichen und sonstigen Nutzung durch die Bauleitplanung in der Zuständigkeit der Gemeinden, unterteilt die bauplanungsrechtliche Zulässigkeit nach Gebieten mit Bebauungsplänen, im Zusammenhang bebauten Ortsteilen und dem Außenbereich, regelt das Enteignungsrecht und des Erschließungsbeitragsrecht. Zur Rechtsvereinfachung wurden das Baugesetzbuch und das früher parallel geltende Städtebauförderungsgesetz in einem einheitlichen Gesetz zusammengefasst.
Ergänzend gelten die Wertermittlungsverordnung zur Ermittlung der Verkehrswerte von Grundstücken (ImmoWertV), die Baunutzungsverordnung, in der die bauliche Nutzung von Grundstücken umrissen wird (Einteilung der Grundstücke z. B. in reine Wohngebiete, allgemeine Wohngebiete, Dorfgebiete, Mischgebiet oder Gewerbegebiete). Die Bodenrichtwertrichtlinie gibt Hinweise für die Ermittlung der Bodenrichtwerte von Grundstücken. Die Sachwertrichtlinie (SW-RL), Vergleichswertrichtlinie (VW-RL) und die Ertragswertrichtlinie (EW-RL) geben Hinweise für die Ermittlung der Sach- oder Vergleichswerte von Immobilien.

### Landesbauordnungen der Bundesländer
Ergänzend zum Baugesetzbuch regeln die Landesbauordnungen der Bundesländer Details der Bebauung von Grundstücken (Beispiel: Bauordnung für Berlin – BauO Bln). So werden beispielsweise Abstandsflächen oder die bauliche Gestaltung von Anlagen oder allgemeine Anforderungen an die Bauausführung und an Bauprodukte, an das Brandverhalten von Baustoffen und Bauteilen vorgegeben. Die Landesbauordnungen enthalten Regelungen über Rettungswege, technische Gebäudeausrüstung, nutzungsbedingte Anforderungen an Aufenthaltsräume und Wohnungen oder Stellplätze, schreiben die Grundpflichten der Baubeteiligten fest und regeln die Aufgaben und Befugnisse der Aufsichtsbehörden sowie das Genehmigungsverfahren bei der Bebauung eines Grundstücks.

### Energieeinsparverordnung
Die Energieeinsparverordnung beinhaltet Regelungen über den energiesparenden Wärmeschutz und energiesparende Anlagentechnik bei Gebäuden (EnEV) und verpflichtet Bauherren beim Neubau und der grundlegenden Sanierung von Bestandsimmobilien, energiesparend vorzugehen. Eigentümer, die ihre Immobilie verkaufen wollen, sind verpflichtet, dem Kaufinteressenten anlässlich der Besichtigung einen Energieausweis auszuhändigen, aus dem sich der Energiebedarf des Objekts ergibt. Die Verordnung wurde zum 1. November 2020 durch das Gebäudeenergiegesetz abgelöst (§ 16 EnEV).

### Steuerrecht
Das Grunderwerbsteuergesetz regelt den Anfall der Grunderwerbsteuer beim Verkauf von Grundstücken. Es verpflichtet den Käufer, nach Maßgabe des vereinbarten Kaufpreises Grunderwerbsteuer zu zahlen. Erst mit der Erteilung der Unbedenklichkeitsbescheinigung durch das örtlich zuständige Finanzamt nach Zahlung der Steuer kann das Eigentum im Grundbuch auf den Erwerber umgeschrieben werden.
Die übrigen Steuergesetze enthalten ebenfalls eine Vielzahl von Regelungen speziell für Immobilien. Das Erbschaftsteuergesetz bestimmt zum Beispiel in § 13 Abs. I Nr. 4a ErbStG, dass die Schenkung einer Immobilie an den Ehepartner zu Lebzeiten des Schenkers steuerfrei bleibt, wenn die Immobilie zu eigenen Wohnzwecken genutzt wird (Familienheim) und der Beschenkte zehn Jahre darin wohnt. Gleiches gilt für den Fall des Ablebens des Schenkers als Erblasser. Die Steuerbefreiung kommt auch Kindern des Erblassers zugute, wenn die Wohnfläche 200 m² nicht übersteigt und das Familienheim zehn Jahren selbst bewohnt wird (§ 13 Abs. I Nr. 4c ErbStG).
Nach dem Einkommensteuergesetz sind Mieteinnahmen aus privaten Immobilien als Einkünfte aus Vermietung und Verpachtung zu versteuern (Anlage V) deklarieren (§ 21 EStG).